# إندريه سيكان
إندريه سيكان (بالرومانية: Andrei Cecan)‏ (مواليد 20 يونيو 1976) هو سبّاح مولدوفي، مثّل بلاده في الألعاب الأولمبية الصيفية 2000.

## روابط خارجية
إندريه سيكان على موقع الاتحاد الدولي للسباحة (الإنجليزية)
- إندريه سيكان على موقع أوليمبيديا (الإنجليزية)